# Лубнин, Сергей Николаевич
Сергей Николаевич Лубнин (род. 9 сентября 1959, Глазов, Удмуртская АССР) — советский и украинский хоккеист, защитник. Мастер спорта СССР. Украинский тренер.

## Биография
Воспитанник глазовского хоккея. Начинал играть в местной команде «Прогресс» в сезоне второй лиги 1976/77. С 1977 года — на армейской службе, которую проходил в команде СКА МВО. Играл в паре с Александром Гусевым, переведённым из ЦСКА. С сезона 1979/80 стал играть за ижевскую «Ижсталь». Выступал за команду до конца 1986 года, когда ушёл после конфликта с новым главным тренером Валерием Ивановым. Доигрывал сезон в «Прогрессе». Перед следующим сезоном перешёл в киевский «Сокол». В сезоне 1991/92 перешёл в венгерский «Уйпешт», из которого вернулся в 1993 году. В дальнейшем играл за словацкий «Зволен», российские «Коминефть» (Нижний Одес, 1993/94) и, вновь, за «Прогресс» (1994/95). Был играющим тренером в финском клубе СуПС (1995/96), завершил карьеру игрока в киевском «Беркуте» (1997/98). Играл в Великобритании.
Рекордсмен по очкам, шайбам и передачам среди защитников «Ижстали» за всё время выступлений клуба в чемпионате СССР. Включён в первую пятёрку игроков клуба за всю историю.
Бронзовый призёр чемпионата Европы среди юниорских команд 1977.
В составе сборной Украины участник чемпионата мира 1993 в группе C и чемпионата мира 1995 в группе C1.
Главный тренер сборной Украины (U18) (1997—2001), «Беркута» (2002), молодёжной сборной Украины (2002—2003, 2004—2005, 2007—2009). Тренер российского клуба «Олимпия» Кирово-Чепецк (2003/04). Главный тренер клубов «Белгород» (Россия, 2005/06), «Витебск» (Белоруссия, 2006/07), «Сокол» (Киев, Украина (2007/08). Генеральный менеджер сборной Украины (U18) (2007—2008), главный тренер киевского «Сокола-2» (2008/09, высшая лига Белоруссии). Видео-тренер сборной Украины (U18) (2008/09). Главный тренер ХК «Брянск» (Россия, 2011/12). Тренер сборной Украины (2011/12). Главный тренер сборной Украины на зимней Универсиаде 2013. Тренер команды 2002 г. р. ХК «Донбасс» Донецк (2016/17). В июле 2017 года был назначен главным тренером клуба «Днепр». Главный тренер команды 2002 г. р. «Динамо» Днепр (2018/19), тренер команды 2005 г. р. клуба (2020/21). С 2022 года — главный тренер эстонского женского клуба «Рооза Пантер», тренер женской сборной Эстонии.